# Wilhelm von Bode
Wilhelm von Bode (10 de diciembre de 1845 - 1 de marzo de 1929), también Wilhelm Bode, fue un historiador alemán del arte y director de los museos de Berlín.

## Trayectoria
Wilhelm Bode nació en Calvörde. Estudió derecho en la Universidad Georg August de Gotinga y a continuación en la Universidad Humboldt de Berlín. Pero ya en los años de estudiante se interesó por el arte. Además visitó un gran número de museos y colecciones privadas en Bélgica, Holanda e Italia. Luego, estudió historia del arte en Berlín y en Viena. Se doctoró en la Universidad de Leipzig en 1870 en este campo.
En 1872 fue nombrado conservador de escultura en los museos reales, y finalmente director de esa sección en 1883. En 1890, dirigió el departamento de pintura. 
Fue el creador del Kaiser Friedrich Museum, y asimismo su primer conservador. Este museo cambió su nombre, en 1904, por el de Museo Bode, en su honor. Y fue nombrado, en 1905, director general de los museos de Berlín. Fue ennoblecido, por sus trabajos estatales, en 1913.
Al margen de su dedicación museográfica, sus escritos e investigaciones se centraron principalmente en el arte del Renacimiento italiano.[cita requerida]

## Obras

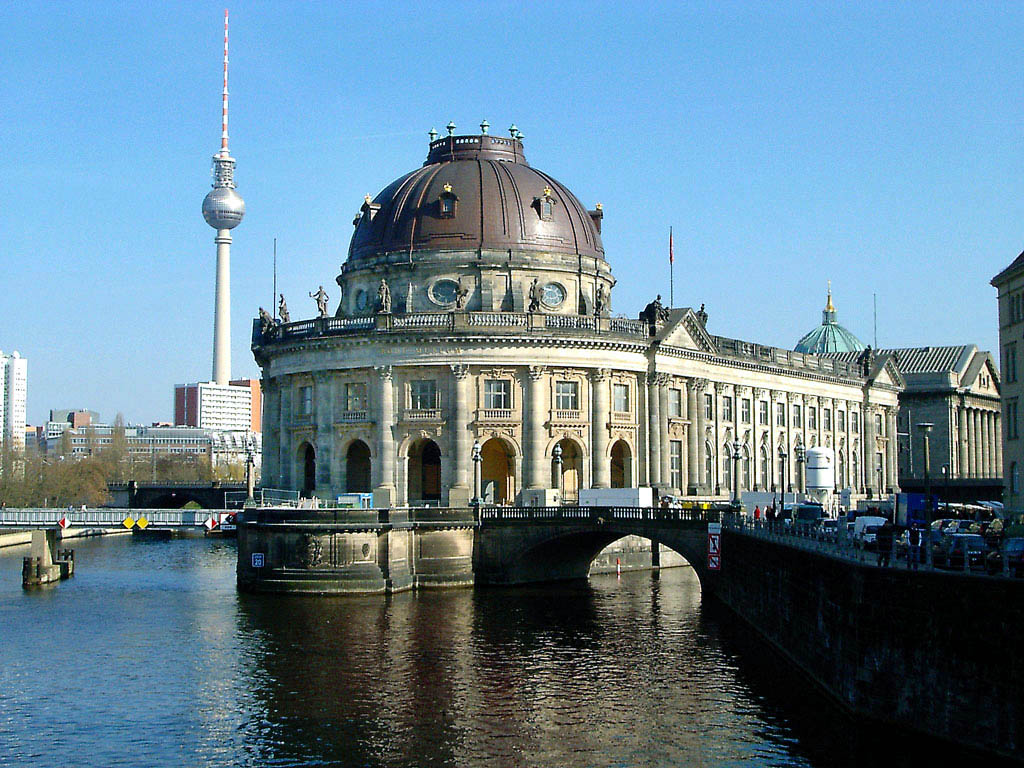
Bode Museum, Isla de los Museos, Berlín.

- Vorderasiatische Knüpfteppiche aus älterer Zeit, Leipzig.
- Geschichte der deutschen Plastik, 1887.
- Rembrandt, 1897–1905, 8 vols., con C. Hofstede de Groot.
- Der Cicerone: Eine Anleitung zum Genuss der Kunstwerke Italiens von Jacob Burckhardt, 1900- 1901
- Kunst und Kunstgewerbe am Ende des neunzehnten Jahrhunderts. Berlín, 1901.
- Florentiner Bildhauer der Renaissance, 1902.
- Die Meister der holländischen und vlämischen Malerschulen, 1917.
- Florentiner Bildhauer der Renaissance, 1921.
- Sandro Botticelli, 1921.
- Die italienischen Bronzestatuetten der Renaissance, 1922.
- Die italienische Plastik, 1922.
- Mein Leben, 1930, 2 vols., autobiografía, publ. póstuma.

## Obras traducidas al inglés
- Catalogue of the Collection of Pictures and Bronzes in the Possession of Mr. Otto Beit: Introduction and Descriptions by Dr. Wilhelm Bode, 1913.
- The Collection of Pictures of the Late Herr A. de Ridder in his Villa at Schönberg near Cronberg in the Taunus: Catalogued and Described by Wilhelm Bode 1913.
- Antique Rugs from the Near East, 1922.
- Sandro Botticelli, 1925.
- Florentine sculptors of the Renaissance, 1928.